# 展會梨
展會梨是一個梨的品種，又音譯爲康佛伦斯梨。

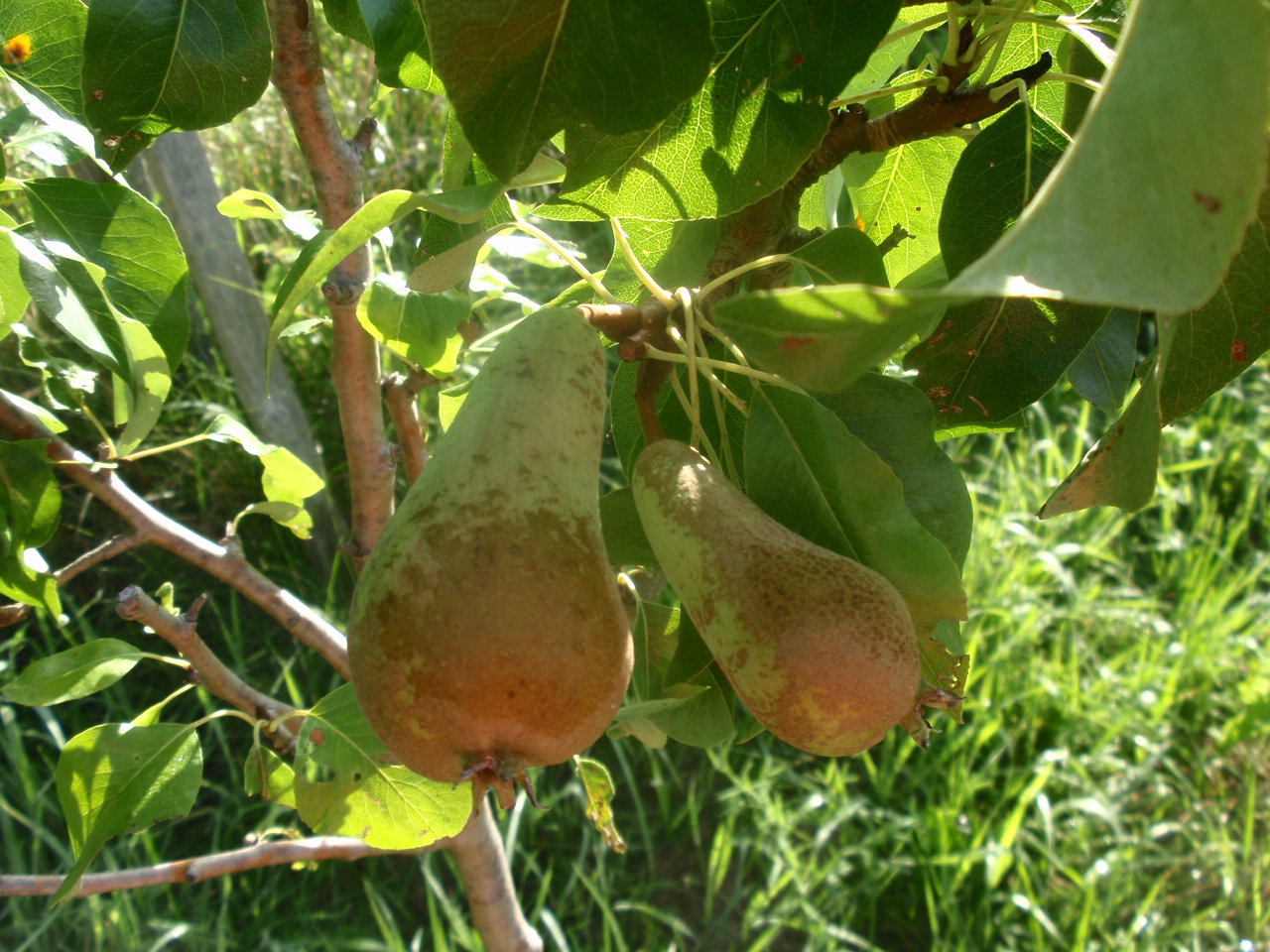
展會梨

它是一種秋季收獲的西洋梨。 這種梨是托馬斯·弗朗西斯·里弗斯（Thomas Francis Rivers）在英國培育出來的。 它的名字源於它於1885年在倫敦舉行的全英梨展會上獲得一等獎。

## 描述
展會梨是形似長瓶的中型梨，外觀類似於博斯克梨，適合鮮切即食。果皮厚，棕綠色，成熟時變為淡黃色。 果肉是白色，成熟時變成淡黃色。 質地非常細膩柔軟，味道甜美 。果皮的深色部分是赤褐色，其多少取決於天氣情況。